# Serghei Lavrov
Serghei Victorovici Lavrov (în rusă Серге́й Ви́кторович Лавро́в; n. 21 martie 1950, Moscova) este un diplomat rus, Ministru al Afacerilor Externe al Rusiei începând cu 2004. Înainte de aceasta, Lavrov a fost un diplomat sovietic și ambasadorul Rusiei la Organizația Națiunilor Unite între 1994–2004. Lavrov vorbește rusă, engleză, franceză și singaleză. Tatăl său este armean din Tbilisi. Fost membru PCUS.

La data de 1 septembrie 2010 a adresat o scrisoare de felicitare cu ocazia a 20 de ani de existență a republicii separatiste de la Tiraspol.